# Romance du front
Romance du front (titre original : Военно-полевой роман ou Voenno-polevoy roman) est un film soviétique réalisé par Piotr Todorovski, sorti en 1983. 
Le film est nommé à l'Oscar du meilleur film en langue étrangère lors de la 57e cérémonie des Oscars, en 2005.

## Synopsis
En 1944, Sacha, soldat russe, tombe amoureux d'une jeune femme. Il la retrouve quelques années plus tard usée et désabusée. Patiemment, Sacha va tenter de la faire renaître à la vie.

## Fiche technique
- Titre : Romance du front
- Titre original : Военно-полевой роман ou Voenno-polevoy roman
- Réalisation : Piotr Todorovski
- Scénario : Piotr Todorovski
- Musique : Piotr Todorovski et Igor Kantyukov
- Photographie : Valeri Blinov
- Pays d'origine : URSS
- Genre : drame, romance
- Durée : 92 minutes
- Date de sortie :  1983

## Distribution
- Nikolaï Bourliaïev : Aleksandre Netoujiline dit Sasha
- Natalia Andreïtchenko : Lyuba Antipova
- Inna Tchourikova : Vera Netoujiline, la femme d'Aleksandre
- Viktor Proskourine : Novikov
- Yekaterina Yudina : Katia Mironova, fille de Lyuba
- Zinovi Gerdt : administrateur de cinéma
- Elena Kozelkova : femme d'administrateur de cinéma
- Vsevolod Chilovski : Gricha, amoureux de Lyuba
- Aleksandr Martynov : major Mironov
- Natalia Tchentchik : vendeuse de glace
- Olga Anokhina : voisine
- Youri Doubrovine : Terekhine
- Alekseï Vanine : invité

## Récompenses et distinctions
- Prix de la meilleure actrice pour Inna Tchourikova à la Berlinale 1984.
- Premier prix du festival national du cinéma de l’Union soviétique 1984.